# Edit Gyimes
Edit Gyimes (Budapest, 7 gennaio 1934) è un'ex cestista ungherese.

## Carriera
Con l'Ungheria ha disputato i Campionati del mondo del 1957 e due edizioni dei Campionati europei (1956, 1958).